# 小行星21380
小行星21380（21380 Devanssay）是一颗绕太阳运转的小行星，为主小行星带小行星。该小行星于1998年2月27日发现。

## 轨道参数
小行星21380的轨道半长轴为2.2719998 UA，离心率为0.205。